# Freie Wähler Landesverband Baden-Württemberg
Der Freie Wähler Landesverband Baden-Württemberg e. V. ist der größte Dachverband freier Wählergruppen in Baden-Württemberg. Baden-Württemberg ist das Land mit der stärksten Verankerung solcher Gruppen bundesweit.
Es bestehen keinerlei personelle, organisatorische oder inhaltliche Verbindungen zur gleichnamigen Bundespartei und der Landesvereinigung Baden-Württemberg der Bundespartei.

## Geschichte

### Gründung
Unmittelbar nach dem Zweiten Weltkrieg bildeten sich in den Städten und Gemeinden Bürgergruppen, welche am Aufbau der Städte und Gemeinden mitwirken wollten und sich an der entstehenden kommunalen Selbstverwaltung beteiligten, ohne Mitglied einer Partei zu sein. Im  Bundestagswahlkreis Mannheim-Land wurde mit Richard Freudenberg sogar ein Parteiloser Mitglied des Bundestages. Einige Jahre danach schloss sich ein Teil dieser Gruppen zum Freie Wähler Landesverband Baden-Württemberg zusammen.
Die Gründung des Landesverbandes der Freien Wähler e. V. erfolgte am 3. März 1956 in Stuttgart durch Carl Ebner (Ulm), Elisabeth Haberkorn (Weinheim), Bürgermeister Hohn (Ladenburg), Gerd Pauly (Rastatt) und Erich Weiler (Mosbach). Erich Weiler wurde zum 1. Landesvorsitzenden gewählt und führte die FWV bis April 1967. Ab 1962 war Richard Freudenberg Ehrenvorsitzender. 1967 bis 1978 übte Friedrich Simon (Freiburg), 1978 bis 1987 Hans Hohmann (Weinheim) das Amt des Landesvorsitzenden aus.
Die Freien Wähler Baden-Württemberg beschlossen im Oktober 2008 unter ihrem Landesvorsitzenden Heinz Kälberer erneut, auch an den nächsten Landtagswahlen nicht teilzunehmen. Gleichzeitig erhoben sie aber landespolitische Forderungen zu Themen wie Verwaltungsreform, Gemeindefinanzierung, Parteienfinanzierung oder Föderalismusreform.
In der Vergangenheit haben die Freien Wähler zudem durch Wahlempfehlungen Einfluss auf die Landespolitik genommen, so 1972, als sie die CDU unterstützen. Dies geschah vor dem Hintergrund, dass die SPD das Kommunalwahlrecht so ändern wollte, dass das Panaschieren unmöglich geworden wäre, weswegen die Freien Wähler um ihre Existenz fürchteten. In Anbetracht der auf Bundesebene bereits etablierten sozialliberalen Koalition von SPD und FDP wurde dann mehrheitlich die Wahl der CDU empfohlen, was FDP-nahe Freie Wähler zur Gründung der kurzlebigen Baden-Württembergischen Landespartei veranlasste. Diese Wahlempfehlung wurde 1976 wiederholt. In der Folge entwickelte sich ein enges Verhältnis des Verbands zur CDU, das sich auch in Aufsichtsratsposten und ähnlichem bezahlt macht.

### Verhältnis zur Bundes- und Landesvereinigung Freie Wähler
Nachdem der Bundesverband Freie Wähler Deutschland zur Kandidatur zur Europawahl 2009 dem Wahlverein FW Freie Wähler Deutschland den Namen „Freie Wähler“ zur Verfügung gestellt hatte, beschloss das Präsidium des Freie Wähler Landesverband Baden-Württemberg am 31. Januar 2009, aus dem Bundesverband auszutreten. Am 17. April 2010 entschied der Landesverband, wie bisher nicht an den Landtagswahlen teilzunehmen. Die Mitgliederversammlung beschloss außerdem, die Gründung einer Bundespartei der Freien Wähler sowie deren Landesvereinigung in Baden-Württemberg abzulehnen und sich von ihr zu distanzieren.
Aus dem Wahlverein FW Freie Wähler Deutschland ging am 20. Februar 2010 die Partei Bundesvereinigung Freie Wähler hervor. In Baden-Württemberg gründete sich gegen den Protest des Landesverbandes eine Freie Wähler Landesvereinigung Baden-Württemberg als Landesvereinigung der Bundesvereinigung. Die Landesvereinigung wollte ursprünglich zur Landtagswahl in Baden-Württemberg 2011 antreten, verzichtete schließlich aber auf die Kandidatur. Der Landesverband versuchte, sich gegen die Landesvereinigung zur Wehr zu setzen, unter anderem durch eine Namensschutzklage. Die Klage wurde am 10. November 2010 negativ beschieden. Der Vorsitzende Richter begründete dies unter anderem damit, dass die Landesvereinigung als Untergliederung der Bundesvereinigung Freie Wähler laut Parteiengesetz verpflichtet sei, die Namensbestandteile Freie Wähler und Baden-Württemberg zu führen. Beide Vereinigungen müssen nach Argumentation des Vorsitzenden Richters die Verwechslungsgefahr hinnehmen.

## Organisation
Die Mitglieder des Verbandes sind in der Regel Stadtverbände, Ortsvereine, Kreisverbände und Fraktionen. Damit vertritt der Landesverband zusammen ca. 10.000 Freie Wähler in Baden-Württemberg. Der Sitz des Verbandes ist in Stuttgart, Alte Weinsteige 48. Landesvorsitzender ist seit 2015 Wolfgang Faißt, Bürgermeister aus Renningen (Landkreis Böblingen), stellvertretende Landesvorsitzende bzw. geschäftsführende Vorstände sind Monika Springer (Nordbaden), Bernhard Schweizer (Südwürttemberg), Roland Henke (Südbaden) und Peter Aichinger (Nordwürttemberg). Landesgeschäftsführer war von 2003 bis 2012 Georg Hiller. Seit 1. Januar 2013 ist Bürgermeister a. D. Friedhelm Werner Landesgeschäftsführer. Oberbürgermeister a. D. Heinz Kälberer ist Ehrenvorsitzender (Stand 2017).

## Aufgaben
Der Verband ist keine Partei und hat kein politisches Programm. Es ist den Mitgliedern überlassen, sich zu sachpolitischen Themen vor Ort eine Meinung zu bilden und zu vertreten. Der Verband ist Dienstleister für seine Mitglieder, bildet ein Netzwerk und vertritt die gemeinsamen Interessen. Er berät in kommunalpolitischen und vereinsrechtlichen Fragen. Beibehaltung des kommunalen Persönlichkeitswahlrechts, steuerliche Gleichstellung mit den Parteien und Erhaltung des Selbstverwaltungsrechts der Städte und Gemeinden sind zentrale Ziele, die der Verband für seine Mitglieder verfolgt. Gemeinsame Beschaffung von Wahlwerbemitteln und Unterstützung bei Werbemaßnahmen sowie Information der Mitglieder und der Öffentlichkeit gehören zu den wesentlichen Aufgaben des Landesverbandes.

## Wahlerfolge
Freie Wähler sind in Baden-Württemberg stärker verankert als in jedem anderen Bundesland. Bei Gemeinderatswahlen erringen sie regelmäßig die meisten Stimmen und Sitze, zuletzt 31 % 2019 (inklusive einzelner unabhängiger örtlicher Wählergruppen). Bei den Kreistagswahlen 2019 erreichten sie (inklusive einzelner unabhängiger örtlicher Wählergruppen) zum zweiten Mal in Folge nach der CDU mit 24 % den zweiten Rang.
Zum Vergleich: In Bayern erhielten die als politische Partei organisierten Freien Wähler Bayern bei der Kommunalwahl 2020 auf Kreisebene 4,1 % und die teilweise mit dieser Partei zerstrittenen Wählergruppierungen insgesamt 8,6 %. Damit sind diese von den klassischen Parteien unterschiedenen politischen Gruppierungen nur etwa halb so stark wie im benachbarten Baden-Württemberg.
In der Regionalversammlung des Verbands Region Stuttgart, einer durch besonderes Gesetz bestehenden dritten kommunalen Ebene im Mittleren Neckar-Raum, bilden sie die drittgrößte Fraktion hinter CDU/ÖDP und Grünen.